# Hujässler
Hujässler ist eine Schweizer Volksmusikgruppe der Neuen Volksmusik.

## Geschichte
Die Frontmänner Dani Häusler (Klarinette) und Markus Flückiger (Schwyzerörgeli) spielten bereits gemeinsam in der Gruppe pareglish (gegründet 1996), die sich vorwiegend mit Volksmusik ausserhalb des Alpenraums befassten. Reto Kamer (Klavier) und Sepp Huber (Kontrabass), die bereits mit Markus Flückiger im gleichnamigen Trio formiert waren, stiessen hinzu. 1998 spielten sie im Hotel Alpenland in Lauenen (Kanton Bern) zum ersten Mal gemeinsam Ländler-Standards und traditionelle Ländlerstücke unterschiedlicher Komponisten. Bald kamen Eigenkompositionen dazu. Anfänglich melodiös noch eher traditionell gehalten, unterschieden sich diese harmonisch und rhythmisch von den bisherigen Ländler-Tänzen, womit sie den Begriff der Neuen Volksmusik in der Schweiz prägten.
Dani Häusler und Markus Flückiger wurden 2011 mit dem Innerschweizer Kulturpreis geehrt.

## Tonträger

### Alben
- Hochprozäntix (HujGroup), 1998
- Kulturchig (HujGroup), 2000
- Volksmusik-Konzert Live aus dem KKL-Luzern (HujGroup), 2002
- Gränzgänger (HujGroup), 2002
- Verruckti Cheibe (Tell Records), 2002
- Flotti Purschte (Tell Records), 2003
- Neus Alts (Musiques Suisses), 2005
- Mälchfett (HujGroup), 2006
- Schräägi Tüppe (Tell Records), 2006
- Wätterschmöcker (HujGroup), 2010
- HujART (HujGroup), 2015
- 20-'18 (HujGroup), 2018

### Sampler
- Alpentöne-Live 2005 (Musiques Suisses), 2005
- Lunni-Tänz, Franz Schmidig zum 90. (Phonoplay), 2007
- Schweizer Volksmusik im Wandel der Zeit (Musiques Suisses), 2007
- Franz Feierabend, (Phonoplay), 2011

## Film/DVD
- Filmvertonung zum Film Wätterschmöcker, 2010,  (Mythenfilm)
- Filmvertonung zum Film Der Fürsorger, 2009 (Spielfilm)

## Weitere Produktionen
- Mitwirkung beim Theaterstück Das gefrorene Herz, 2001